# Ragnov
Ragnov is een computerspel in het shoot 'em up-genre voor de Commodore Amiga, ontwikkeld door het Nederlandse Team Hoi, toen nog opererend onder de naam Soft Eyes.

## Demo-versie
In 1988 vormden de programmeurs Reinier van Vliet en Pieter Opdam een game-developmentteam met de graficus Metin Seven en componist Ramon Braumuller. De naam van het team was aanvankelijk Soft Eyes; later veranderde dit in Team Hoi. Onder die naam werd in 1988 een demoversie van het eerste gameproject genaamd Ragnov verspreid. Dit ging toen — jaren voor het publieke internet — door op bijeenkomsten diskettes te kopiëren, diskettes per post te versturen en via Bulletin Board Systemen.

## Split-screen parallax scrolling
Ondanks vooruitstrevende technieken zoals parallax scrolling en een split-screenmodus voor twee spelers besloot Team Hoi dat Ragnov niet goed genoeg was voor de commerciële gamesmarkt. De ontwikkeling van Ragnov stopte na de demoversie, en Team Hoi startte in 1989 met de ontwikkeling van de shoot 'em up Venom Wing.

## Terugkeer
In Ragnov vloog het hoofdfiguur met een jetpack rond in een doolhof, en kon schieten op vijanden. Dit principe verwerkte Team Hoi later in het derde level van hun Hoi game, waar Ramon Braumuller ook een nieuwe versie van zijn Ragnov-soundtrack voor vervaardigde. Later keerde het concept opnieuw terug in de derde wereld van de Team Hoi game Moon Child.

## Platforms
| Jaar | Platform |
| ---- | -------- |
| 1988 | Amiga    |